# Naomi Campbell
Naomi Elena Campbell (Londres, 22 de maio de 1970) é uma supermodelo e atriz britânica.
Surgiu na década de 1980 junto com outras top models, como Linda Evangelista, Cindy Crawford, Claudia Schiffer, Christy Turlington, Elle MacPherson, Stephanie Seymour, Paulina Poriskova, Karen Mulder e Tyra Banks.

## Carreira
Naomi Campbell iniciou a carreira de manequim aos 15 anos, quando foi descoberta no parque de Covent Garden por um agente da Elite Model estadunidense, John Casablancas. Quando passava nas imediações da prestigiada escola de arte Italia Conti onde Naomi aprendia dança clássica, Casablancas não pôde deixar de reparar na beleza da jovem que misturava traços jamaicanos e chineses. Começou aí a sua meteórica ascensão até a fama 
, que levou um grande impulso em agosto de 1986, ao aparecer na capa da versão britânica da revista de moda Elle. Mudou-se então para Paris, com o intuito de desenvolver a sua imagem.
Em 1988, quando já era muito solicitada por diversos costureiros, como Versace (o seu maior impulsionador) e Ralph Lauren, foi a primeira mulher negra a aparecer nas capas das revistas Vogue francesa e inglesa e ainda na TIME. Mudou-se no ano seguinte para Nova Iorque, onde passou a viver, não demorando muito tempo a aparecer na capa da Vogue norte-americana. Em 2008 surpreendeu ao posar com os seios à mostra para a edição de dezembro da Vogue russa.
Em 1991, surgiu junto com Eva Herzigova numa campanha para a marca Guess.
A marca de pneus Pirelli, que todos os anos escolhe uma top model para ilustrar os seus famosos calendários, optou por Campbel em 1995. Nesse mesmo ano, a modelo inglesa gravou um CD intitulado "Babywoman", que vendeu mais de um milhão de cópias. Ainda em 1995 lançou o livro Swan, que conta uma história de suspense envolvendo cinco manequins e as suas viagens à volta do mundo. Publicou também um livro ilustrado com as suas melhores fotos, cujos lucros revertem para a Cruz Vermelha da Somália. Campbell contribuiu igualmente, através da UNESCO, com fundos para a construção de jardins de infância em países pobres.
Em 1997 foi dispensada da função de porta-voz de uma associação de proteção de direitos dos animais, depois de ter vestido uma peça de roupa em pele numa passagem de modelos em Milão.
Em 2002, desfilou para Jean Paul Gaultier no espetáculo que o costureiro apresentou depois da despedida oficial de Yves Saint Laurent. A manequim desfilou com as mãos nos seios desnudados. Nesse ano, juntamente com as top models Elle Macpherson e Claudia Schiffer, tornou-se sócia da cadeia de restaurantes "Fashion Café".
Naomi Campbell foi colocada na 6ª posição na lista das 20 modelos-ícones, publicada pelo site norte-americano Models.com.
Em 3 de maio de 2010 Naomi Campbell deu uma entrevista emocionante a Oprah Winfrey, nos Estados Unidos, na qual chorou várias vezes, relembrando seus 25 anos de carreira. Atualmente mora em Moscou, na Rússia.

## Escândalos
Naomi já deu mostras de ter temperamento difícil e explosivo, o que a levou a ser despedida da agência Elite por alegada falta de profissionalismo.
Em 21 de fevereiro de 2001 Campbell foi expulsa da loja Voyage, em Londres, depois de gritar com os empregados, que demoraram para abrir a porta para ela. Ela teve que sair da loja de roupas, exclusiva para sócios, depois de dizer aos empregados que eles deveriam tê-la reconhecido imediatamente, abrindo-lhe a porta mais rápido.
Em 3 de agosto de 2005 a atriz Yvonee Scio deu queixa à polícia de que Naomi Campbell, até então sua melhor amiga, a agrediu por usar um vestido igual ao dela. Yvonne declarou à polícia que foi hospitalizada com um corte na boca e várias contusões, após Naomi ter lhe dado socos e chutes no hotel Eden, em Roma (Itália). Devido ao ataque, Scio perdeu vários trabalhos até ter o rosto recuperado dos machucados.

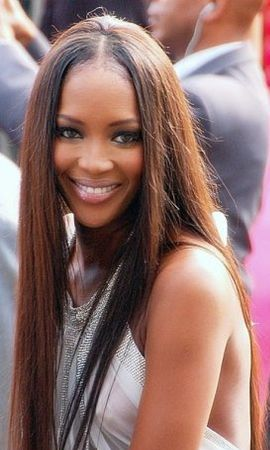
Campbell no Festival de Cinema de Cannes (2008)

Em outubro de 2006 Campbell foi detida no centro de Londres por agredir a psicóloga que lhe dava assistência no seu tratamento contra a toxicodependência.
Em 16 de janeiro de 2007 foi declarada culpada pela Corte Criminal de Manhattan (Manhattan Criminal Court) por agredir com um celular a sua empregada, Ana Scolavino, em seu apartamento, em Nova Iorque. A briga ocorreu em março de 2006 e foi motivada pela demora da empregada em achar uma calça. Os promotores disseram que o celular atingiu a cabeça da mulher, abrindo um corte, que exigiu alguns pontos. Naomi disse que não tinha a intenção de machucar a empregada, mas teve que pagar as despesas médicas de US$ 363 da ex-empregada, fazer serviços comunitários durante cinco dias e assistir a sessões de terapia para controlar a raiva.
Em 3 de abril de 2008, aos 37 anos, foi presa no terminal 5 do aeroporto internacional de Heathrow, em Londres e libertada no dia seguinte, depois de pagar fiança. Havia ficado irritada, devido ao extravio de uma mala e agrediu dois policiais, aos quais chegou a chutar e cuspir, pelo que acabou sendo algemada. Em 20 de junho de 2008, o magistrado determinou que Campbell deveria cumprir 200 horas de serviços comunitários e pagar uma indenização de 200 libras (R$ 634) a cada um dos dois policiais agredidos. Disse o juiz Peter Yiacoumi: -Embora tenhamos aceitado que a perda de sua mala a irritou, seu comportamento posterior não pode ser justificado. Por causa desse incidente, foi banida do show de 90 anos do Nobel da Paz Nelson Mandela, ocorrido em 27 de junho de 2008 no Hyde Park, em Londres. Ele ficou desapontado com sua prisão, principalmente porque ela estava usando um boné de beisebol com o número 46664 na ocasião. 46664, foi o número de identificação do ex-presidente sul-africano durante seus 27 anos de prisão sob o regime do apartheid na prisão da ilha de Robben.
Em 3 de março de 2010, Naomi Campbel fugiu da polícia após agredir o chofer em Nova Iorque, por acreditar que ele ajudava o namorado dela, o empresário Vladislav Doronin, a encobrir possíveis traições dele. Pouco depois, o motorista, Miodrag Mejdina, emitiu um comunicado no qual dizia que teve "uma discussão com Naomi Campbell" e que "reagiu de forma exagerada", jogando a culpa da briga em si mesmo.
Em 31 de julho de 2015, Naomi Campbell foi sentenciada a seis meses de prisão com pena suspensa por ter atacado um paparazzi. Culpada por um tribunal Sicília, em Itália, por ter arranhado Gaetano Di Giovanni, no olho, quando este a tentava fotografar na companhia do namorado Vladimir Doronin, em agosto de 2009. Segundo o E!News, Naomi pretende recorrer da sentença. A modelo teria acertado, alegadamente, no fotógrafo com a sua mala e embora tenha chegado a acordo com o fotografo, o promotor italiano decidiu avançar com o julgamento por considerar que se trata de uma questão de interesse público.

## Naomi Campbell no Brasil
Em abril de 2000, a edição brasileira da revista Playboy dedicou seis páginas à supermodelo (p. 156-161), que a partir de então esteve diversas vezes no Brasil.
Em 2002, dia 28 de janeiro, assistiu ao encerramento do primeiro dia da São Paulo Fashion Week, no Pavilhão da Bienal, no parque do Ibirapuera. No dia 31 do mesmo mês participou de um ensaio na quadra da Portela, escola de samba do grupo especial do Rio de Janeiro. No dia 4 de fevereiro, em São Paulo, participou de um desfile beneficente promovido pelo estilista Ocimar Versolato, sendo essa a primeira vez que desfilou no Brasil. Nessa mesma época foi entrevistada por Jô Soares em seu programa.
Em 2003, no dia 1 de julho, entrou duas vezes na passarela da São Paulo Fashion Week, vestida com maiôs da marca Rosa Chá, sendo muito aplaudida. Dentre as personalidades presentes ao desfile estava a cantora Sandy.
Em 2004, no dia 31 de janeiro, desfilou novamente na São Paulo Fashion Week.
Em 2005, no dia 8 de fevereiro, durante o Carnaval, participou com  do desfile da Portela no Sambódromo do Rio de Janeiro, em cima do segundo carro alegórico da escola. Em 2002 já havia ocorrido o convite da Portela para Naomi desfilar na escola, mas a modelo teve que faltar ao compromisso assumido publicamente por ter uma audiência marcada na Suprema Corte de Justiça em Londres no dia do desfile. No dia 21 de maio, na França, visitou o navio-veleiro Cisne Branco da Marinha Brasileira, ancorado em Cannes. Em novembro foi capa da revista Raça Brasil (edição 92).
Em 2007, no dia 17 de janeiro, veio ao Rio de Janeiro para a festa de aniversário de seu guru espiritual, Tuca Francchini, na casa da socialite Ariadne Coelho, na Barra da Tijuca. Durante a sua estada, foi convidada pelo prefeito César Maia para ser a embaixadora oficial da cidade do Rio de Janeiro mundo afora. No dia seguinte partiu de volta a Paris.
Em 2008 passou o Carnaval em Salvador (BA). No dia 1 de fevereiro, sexta-feira, ela viu a saída do bloco afro Ilê Ayiê. No sábado (2), esteve no camarote de Daniela Mercury e, no domingo (3), foi coroada pelo bloco Cortejo Afro. Na madrugada do dia 5 visitou o camarote Expresso 2222, de Gilberto Gil. No dia 24 foi internada no Hospital Sírio-Libanês em São Paulo para a retirada de um cisto no ovário. A operação ocorreu no dia 25 e a modelo recebeu alta no dia 29, deixando o hospital por volta das 17 horas, a bordo de um helicóptero. Em meados de abril voltou ao Brasil para participar de uma campanha contra a dengue no Rio de Janeiro, mas foi impedida de doar sangue por ter se operado em fevereiro. Em 25 de novembro pôs novamente os pés no Brasil, quando lançou a grife de roupas Naomi 284 pela Daslu e foi entrevistada pela segunda vez por Jô Soares . A entrevista, feita em inglês e gravada em São Paulo no Programa do Jô, foi ao ar na madrugada do dia 28. Nessa entrevista Naomi disse adorar comida brasileira, como churrasco e feijoada. Também foram exibidas fotografias de encontros dela com Hugo Chavez, Luiz Inácio Lula da Silva e Nelson Mandela.
Em 2009 esteve em São Paulo em ocasião de um show do cantor britânico Elton John.
Em abril de 2013 esteve na cidade  de Pelotas no estado do Rio Grande do Sul para participar do casamento do empresário Felipe Nabuco com a modelo Carla Luque em uma estância da região. Exatamente um ano depois, em abril de 2014, ela voltou ao Brasil para participar do Baile de Gala da AmfAR 2014, realizado no dia 4 na casa do empresário Dinho Diniz, localizada no bairro do Jardim América, em São Paulo.
Em dezembro de 2014 passou o Reveillon em Trancoso, na Bahia, ao lado da amiga Kate Moss. No dia 2 de janeiro de 2015,  enquanto tomava sol na praia, percebeu a presença de um paparazzo registrando esse momento. Irritada, a modelo saiu correndo atrás dele para tentar impedir a divulgação de suas imagens, mas não conseguiu alcançá-lo. O fotógrafo em questão, Gabriel Rangel, pensou que fosse apanhar da supermodelo. Toda a cena foi registrada por um outro paparazzo, Delson Silva.
Em 22 de dezembro de 2015, Naomi Campbell desembarcou de cadeira de rodas e bengala em São Paulo, havendo se levantado ao perceber a presença de um paparazzo. Ela passou o Natal no Brasil.
Em abril de 2016, esteve em São Paulo para fazer um ensaio fotográfico e foi mais uma vez entrevistada por Jô Soares. 

## Vida pessoal
Naomi Campbell já namorou: o pugilista Mike Tyson; o cantor Usher em 2005, por três meses; o ator brasileiro Sérgio Marone, também em 2005, por três meses; o empresário italiano Flavio Briatore, chefe da escuderia Renault de Fórmula 1, 19 anos mais velho que ela (o caso terminou quando o milionário teve uma crise de ciúme por causa do rapper Puff Daddy, em frente à boate Billionaire em Itália, e estapeou Naomi); o ator Robert De Niro, 26 anos mais velho, e o empresário brasileiro Marcus Elias, da Parmalat, de fevereiro a março de 2008; o oligarca russo Vladislav Doromin, de maio de 2008 a junho de 2013.
Em 2021 (com 50 anos de idade) anunciou que foi mãe.

## Filmografia

### Cinema
| Ano  | Título                                           | Personagem                   | Notas          |
| ---- | ------------------------------------------------ | ---------------------------- | -------------- |
| 1991 | Cool as Ice                                      | Cantora no First Club        |                |
| 1993 | The Night We Never Met                           | Compradora de queijo francês |                |
| 1994 | Ready to Wear                                    | Ela mesma                    | Não creditada  |
| 1995 | Miami Rhapsody                                   | Kaia                         |                |
| 1995 | To Wong Foo, Thanks for Everything! Julie Newmar | Garota                       |                |
| 1996 | Girl 6                                           | Garota #75                   |                |
| 1996 | Invasion of Privacy                              | Cindy Carmichael             |                |
| 1997 | An Alan Smithee Film: Burn Hollywood Burn        | Atendente #2                 |                |
| 1999 | Trippin'                                         | Naomi Shaffer                |                |
| 1999 | Prisoner of Love                                 | Tracy                        |                |
| 2002 | Ali G Indahouse                                  | Ela mesma                    |                |
| 2004 | Fat Slags                                        | Assistente de vendas         |                |
| 2006 | The Call                                         | Anjo Negro - O Mal           | Curta metragem |
| 2009 | Karma Aur Holi                                   | Jennifer                     |                |
| 2016 | Zoolander 2                                      | Ela mesma                    |                |
| 2018 | I Feel Pretty                                    | Helen                        |                |

### Televisão
| Ano       | Título                       | Personagem      | Notas                             |
| --------- | ---------------------------- | --------------- | --------------------------------- |
| 1978      | The Chiffy Kids              | Snow White      | 2 episódios                       |
| 1979      | Kids                         | April           | 2 episódios                       |
| 1988      | The Cosby Show               | Julia           | 2 episódios                       |
| 1990      | The Fresh Prince of Bel-Air  | Helen           | Episódio: "Kiss My Butler"        |
| 1995      | Absolutely Fabulous          | Ela mesma       | Episódio: "Jealous"               |
| 1995      | New York Undercover          | Simone          | 6 episódios                       |
| 1998      | For Your Love                | Ela mesma       | Episódio: "The Games People Play" |
| 2003      | Fastlane                     | Lena Savage     | Episódio: "Asslane"               |
| 2008      | Ugly Betty                   | Ela mesma       | Episódio: "Jump"                  |
| 2015-2016 | Empire                       | Camilla Marks   | 8 episódios                       |
| 2015      | American Horror Story: Hotel | Claudia Bankson | 2 episódios                       |
| 2017-2019 | Star                         | Rose Crane      | 5 episódios                       |

## Participações em videoclipes
| Ano  | Título             | Artista original           | Diretor        |
| ---- | ------------------ | -------------------------- | -------------- |
| 1978 | "Is This Love"     | Bob Marley and the Wailers | Unknown        |
| 1983 | "I'll Tumble 4 Ya" | Culture Club               | Unknown        |
| 1990 | "Freedom! '90"     | George Michael             | David Fincher  |
| 1992 | "In the Closet"    | Michael Jackson            | Herb Ritts     |
| 1992 | "Erotica"          | Madonna                    | Fabien Baron   |
| 1993 | "Numb"             | U2                         | Kevin Godley   |
| 2003 | "Change Clothes"   | Jay-Z (feat. Pharrell)     | Chris Robinson |
| 2011 | "Girl Panic!"      | Duran Duran                | Jonas Åkerlund |